# Saint-Patrice-du-Désert
Saint-Patrice-du-Désert és un municipi francès situat al departament de l'Orne i a la regió de Normandia. L'any 2007 tenia 181 habitants.

## Demografia

### Població
El 2007 la població de fet de Saint-Patrice-du-Désert era de 181 persones. Hi havia 80 famílies de les quals 30 eren unipersonals (15 homes vivint sols i 15 dones vivint soles), 27 parelles sense fills i 23 parelles amb fills.
La població ha evolucionat segons el següent gràfic:
Habitants censats

### Habitatges
El 2007 hi havia 120 habitatges, 81 eren l'habitatge principal de la família, 19 eren segones residències i 19 estaven desocupats. Tots els 119 habitatges eren cases. Dels 81 habitatges principals, 67 estaven ocupats pels seus propietaris, 11 estaven llogats i ocupats pels llogaters i 4 estaven cedits a títol gratuït; 5 tenien una cambra, 12 en tenien dues, 14 en tenien tres, 15 en tenien quatre i 35 en tenien cinc o més. 44 habitatges disposaven pel capbaix d'una plaça de pàrquing. A 36 habitatges hi havia un automòbil i a 30 n'hi havia dos o més.

### Piràmide de població
La piràmide de població per edats i sexe el 2009 era:
| Homes | Edats   | Dones |
| ----- | ------- | ----- |
| 0     | 95 o +  | 0     |
| 0     | 90 a 94 | 0     |
| 0     | 85 a 89 | 0     |
| 0     | 80 a 84 | 0     |
| 4     | 75 a 79 | 8     |
| 4     | 70 a 74 | 4     |
| 8     | 65 a 69 | 4     |
| 4     | 60 a 64 | 0     |
| 4     | 55 a 59 | 4     |
| 4     | 50 a 54 | 4     |
| 8     | 45 a 49 | 4     |
| 8     | 40 a 44 | 4     |
| 12    | 35 a 39 | 8     |
| 8     | 30 a 34 | 12    |
| 4     | 25 a 29 | 4     |
| 0     | 20 a 24 | 8     |
| 8     | 15 a 19 | 0     |
| 20    | 10 a 14 | 8     |
| 12    | 5 a 9   | 4     |
| 8     | 0 a 4   | 8     |

## Economia
El 2007 la població en edat de treballar era de 121 persones, 82 eren actives i 39 eren inactives. De les 82 persones actives 75 estaven ocupades (40 homes i 35 dones) i 8 estaven aturades (4 homes i 4 dones). De les 39 persones inactives 16 estaven jubilades, 9 estaven estudiant i 14 estaven classificades com a «altres inactius».

### Ingressos
El 2009 a Saint-Patrice-du-Désert hi havia 84 unitats fiscals que integraven 206 persones, la mediana anual d'ingressos fiscals per persona era de 13.975 €.

### Activitats econòmiques
Dels 4 establiments que hi havia el 2007, 1 era d'una empresa de construcció, 2 d'empreses de comerç i reparació d'automòbils i 1 d'una empresa immobiliària.
Dels 2 establiments de servei als particulars que hi havia el 2009, 1 era un paleta i 1 fusteria.
L'any 2000 a Saint-Patrice-du-Désert hi havia 18 explotacions agrícoles que ocupaven un total de 630 hectàrees.

## Poblacions més properes
El següent diagrama mostra les poblacions més properes.